# کاروانسرای ده بید
کاروانسرای ده بید مربوط به دوره صفوی است و در شهرستان خرم‌بید، ده بید، خیابان اصلی واقع شده وپیگیری های  انجمن پژوهشگران  این اثر در تاریخ ۱۱ دی ۱۳۸۰ با شمارهٔ ثبت ۴۵۴۰ به‌عنوان یکی از آثار ملی ایران به ثبت رسیده است.